# Cotesia paphi
Cotesia paphi är en stekelart som först beskrevs av Carlos Schrottky 1902.  Cotesia paphi ingår i släktet Cotesia och familjen bracksteklar. Inga underarter finns listade i Catalogue of Life.